# Charles Argent
Charles Argent (St Albans, 1898. december 21. – ?, 1983) angol nemzetközi labdarúgó-játékvezető.

## Pályafutása

### Nemzetközi játékvezetés
Az Angol labdarúgó-szövetség Játékvezető Bizottsága (JB) 1937-ben terjesztette fel nemzetközi játékvezetőnek, a Nemzetközi Labdarúgó-szövetség (FIFA) bíróinak keretébe. A FIFA JB központi nyelvei közül a angolt beszéli. Több nemzetek közötti válogatott és klubmérkőzést vezetett vagy működő társának partbíróként segített. Az aktív nemzetközi játékvezetéstől 1939-ben a búcsúzott. Válogatott mérkőzéseinek száma: 4.

#### Brit Bajnokság
1882-ben az Egyesült Királyság brit tagállamainak négy szövetség úgy döntött, hogy létrehoznak egy évente megrendezésre kerülő bajnokságot egymás között. Az utolsó bajnoki idényt 1983-ban tartották meg.
| Időpont           | Helyszín                  | Mérkőzés típusa | Mérkőzés     | Eredmény |
| ----------------- | ------------------------- | --------------- | ------------ | -------- |
| 1937. október 30. | Dens Park Stadion, Dundee | csoportmérkőzés | Wales–Skócia | 2 : 1    |

## Magyar vonatkozás
| Időpont           | Helyszín             | Mérkőzés típusa          | Mérkőzés              | Eredmény | Nézők száma |
| ----------------- | -------------------- | ------------------------ | --------------------- | -------- | ----------- |
| 1937. október 10. | Prater Stadion, Bécs | 202. válogatott mérkőzés | Ausztria–Magyarország | 1 : 2    | 44 000      |

## Külső hivatkozások
- Charles Argent. World Referee. [2014. október 17-i dátummal az eredetiből archiválva]. (Hozzáférés: 2012. augusztus 16.)
- Charles Argent. footballdatabase.eu. (Hozzáférés: 2012. augusztus 16.)
- Charles Argent. eu-football.info. (Hozzáférés: 2012. augusztus 16.)